# André Bernier (homme politique)
Pour les articles homonymes, voir Bernier.
André Bernier, né à Windsor Mills le 29 octobre 1930 et mort le 29 mai 2012, est un comptable et un homme politique fédéral du Québec.

## Biographie
Né à Windsor Mills dans la région de l'Estrie, il devient député du Parti Crédit social du Canada en délogeant le député progressiste-conservateur V. Florent Dubois en 1962. Il est défait en 1963 par le libéral Patrick Tobin Asselin.